# Skåningestrofen
Skånestrofen, Haui that Skanunga ærliki mææn, toco vithar oræth aldrigh ææn, er en strofe på middelalderdansk optegnet i Skånske Lov. Denne konstatering af, at skåningene aldrig har tålt nogen uret i deres eget land, er Skånelandenes egentlige valgsprog.